# Plectrophora cultrifolia
Plectrophora cultrifolia är en orkidéart som först beskrevs av João Barbosa Rodrigues, och fick sitt nu gällande namn av Célestin Alfred Cogniaux. Plectrophora cultrifolia ingår i släktet Plectrophora och familjen orkidéer. Inga underarter finns listade i Catalogue of Life.

## Bildgalleri

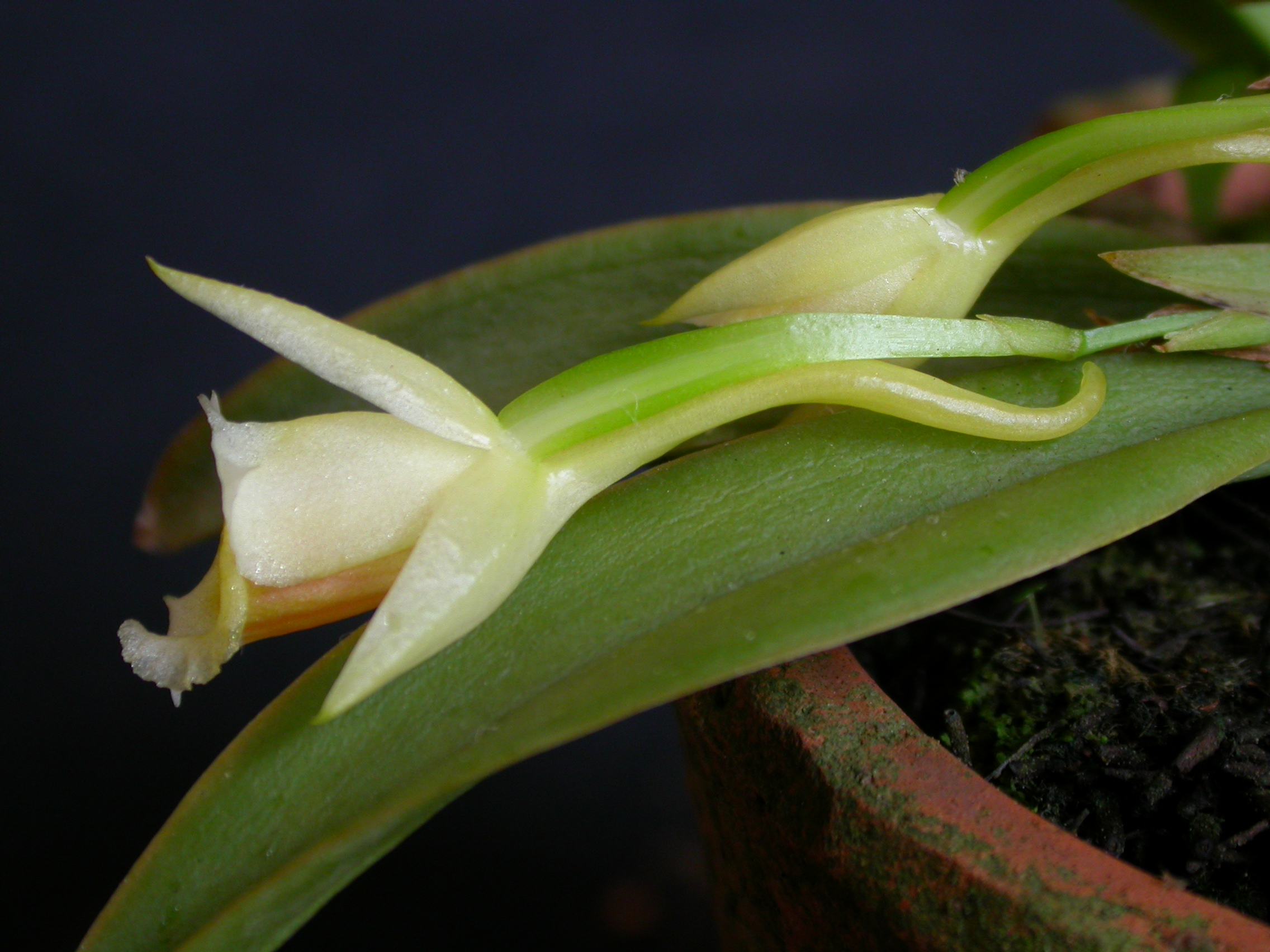
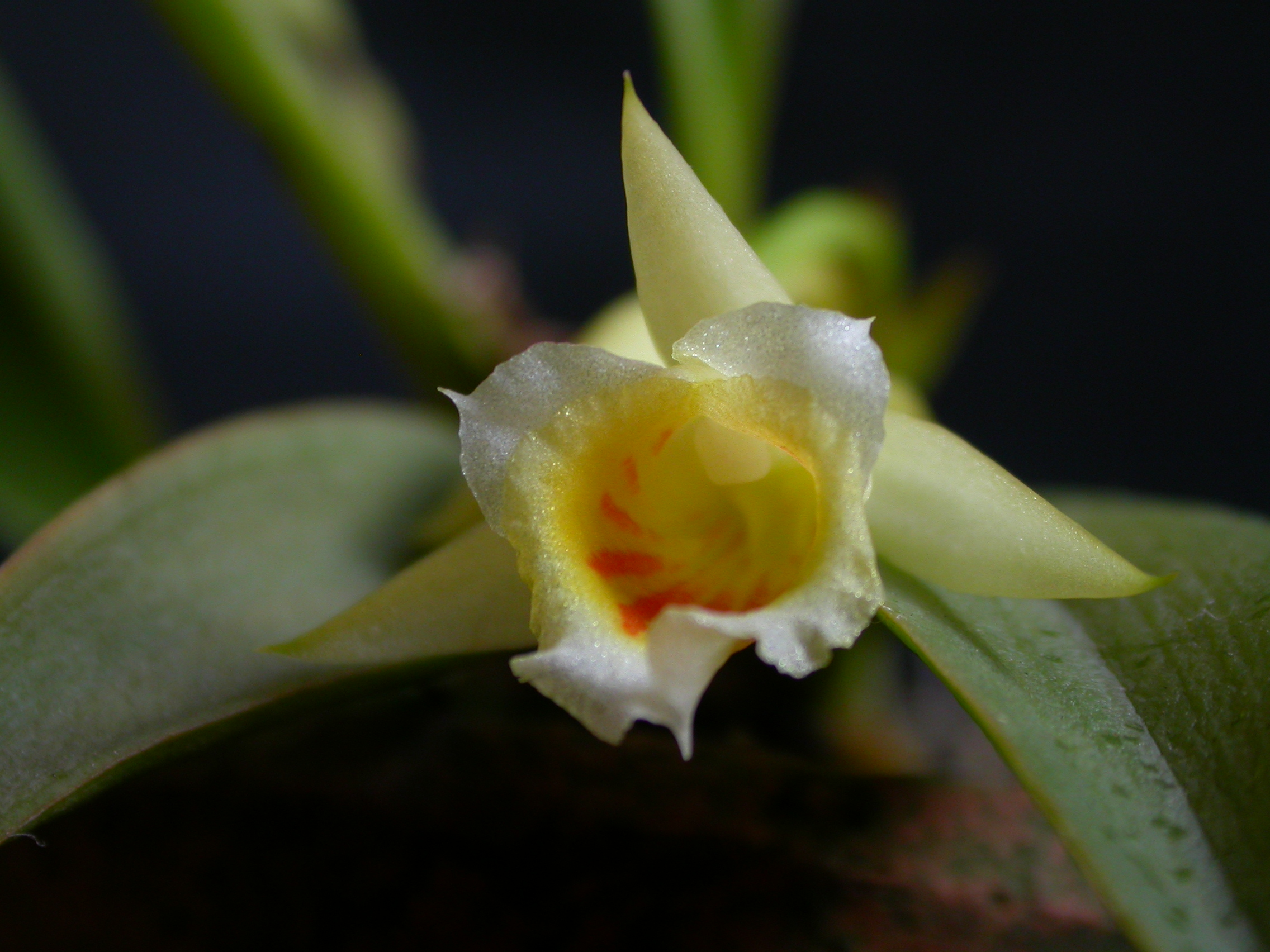
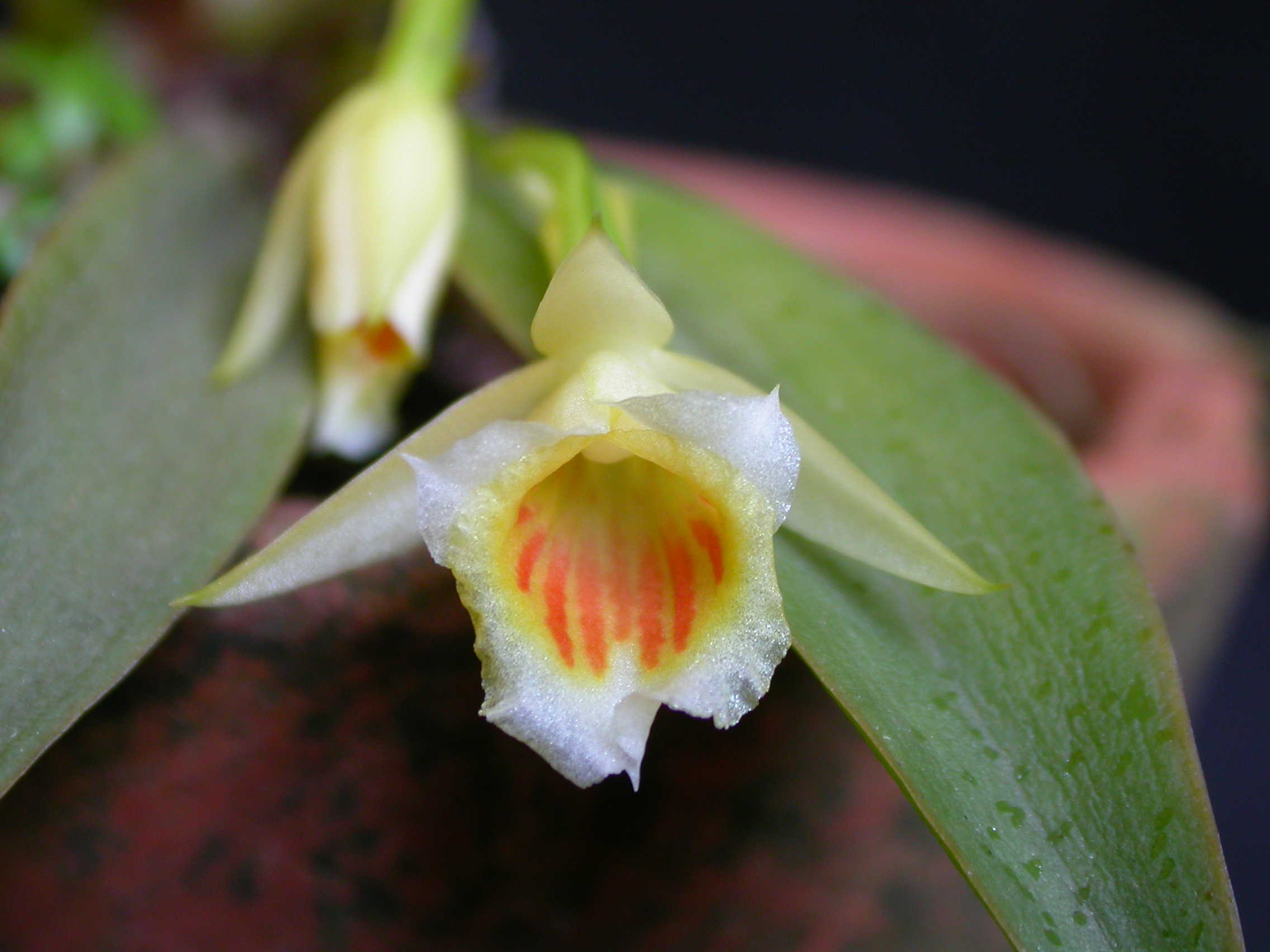
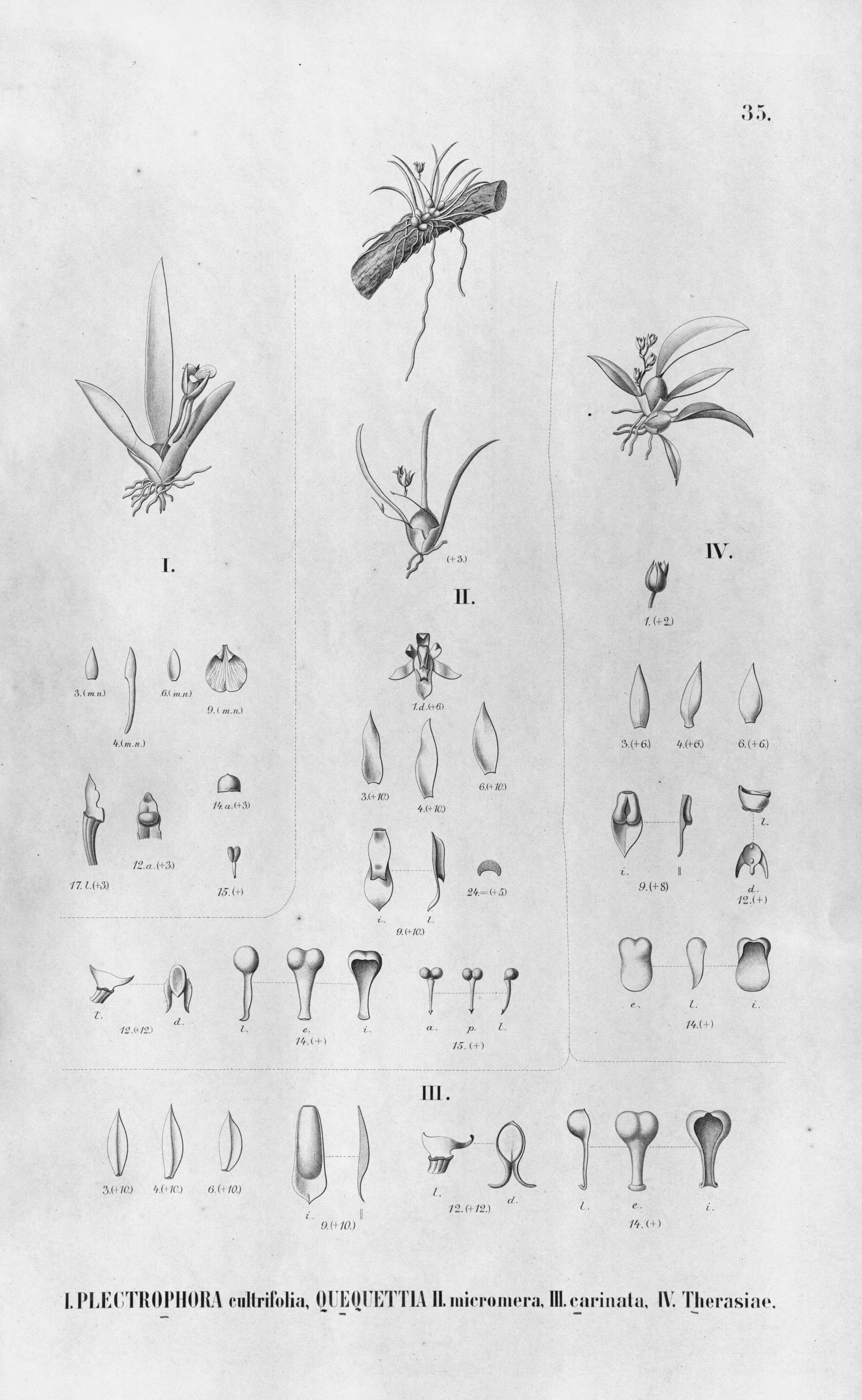
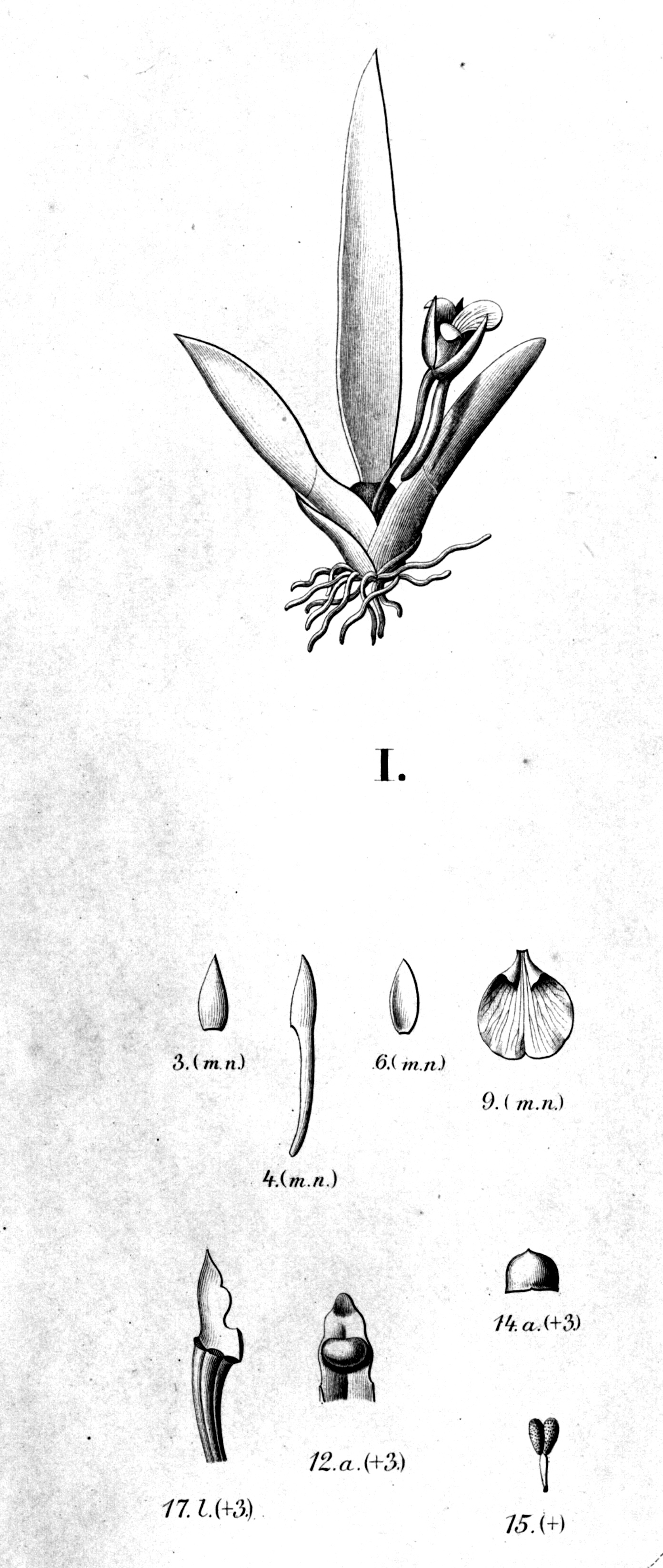